# آيفون إكس
آيفون X (بالإنجليزية: iPhone X)‏ ‏ (الإكس تُلفظ: «عشرة»؛ حيث لا تمثل X حرفاً بل العدد 10 تبعاً للرسم العددي الروماني) هو هاتف ذكي من تصميم وتطوير وتسويق أبل، أعلن عنه المدير التنفيذي لأبل تيم كوك في كوبيرتينو بولاية كاليفورنيا بتاريخ يوم 12 سبتمبر 2017 ، وذلك بالترافق مع الإعلان عن آيفون 8 وآيفون بلس. تم إطلاقه في الأسواق بتاريخ 3 نوفمبر 2017.  وتعود تسميته بآيفون X (آيفون عشرة) لأن إطلاقه يصادف الذكرى العاشرة لإطلاق النسخة الأولى من آيفون.

## خصائص
يحمل آيفون X “آيفون 10” تصميماً من الزجاج بحواف دائرية مع إطار معدني من الفولاذ المقاوم للصدأ، وذلك في أول تغيير من آبل لتصميم هواتف آيفون منذ أن أعلنت عن ايفون 6 وايفون 6 بلس في عام 2014، ومثل معظم الهواتف الرائدة من الشركات المنافسة، يعتمد تصميم الهاتف على شاشة بدون حواف تقريباً تشغل معظم الجهة الأمامية للهاتف على غرار كل من جالاكسي إس 8 ونوت8 وال جي V30 وهاتف شاومي مي ميكس 2 وهاتف إسينشل، ويدعم الهاتف الجديد ميزة مقاومة الماء والغبار بتقييم IP67.
ويتيح آيفون X للمستخدمين الوصول للشاشة الرئيسية وإغلاق التطبيقات من خلال خاصية السحب من الأسفل إلى الأعلى، ويدعم كذلك فتح قفل الهاتف من خلال ميزة التعرف على الوجوه (Face ID) باستخدام كاميرا تعمل بالأشعة تحت الحمراء وتتوفر على حسّاسات وكاميرات خاصة للتعرف على وجوه المستخدمين. ويدعم "آيفون X الرموز التعبيرية المتحركة التي يمكن للمستخدمين تحريكها باستخدام ميزة التعرف على الوجوه، كما ستطور آبل مع "سناب شات" تقنيات جديدة للاستفادة من ميزة التعرف على الوجوه في استحداث فلاتر جديدة بالكامل.

## التاريخ
ظل الهاتف قيد عملية التطوير لمدة تتراوح بين خمس سنوات، بدايةً من 2012. انتشرت بعض الشائعات في 2016 حول إصدار هاتف آيفون جديد، خاصَّة بعد تسريب بعض المعلومات من خلال السبيكر الذكي هوم بود لآبل والتي كشفت أن الشركة تخطط لإصدار هاتف ذكي جديد وأنه سوف يدعم ميزات مثل ميزة التعرف على الوجوه وغيرها من الميزات الجديدة.
في 31 أغسطس 2017 دعت شركة أبل مجموعة من الصحفيين من أجل حدث الإعلان عن آيفون X الذي أقيم علي مسرح ستيف جوبز في مقر شركة أبل في كوبرتينو، بولاية كاليفورنيا بتاريخ يوم 12 سبتمبر 2017. بدأ سعره من 999 دولار أمريكي ليصبح أغلى هاتف ذكي تطرحه أبل آنذاك. بلغ سعره أكثر من ذلك في بعض الدول بسبب اختلاف تقييم العملة.

## المواصفات

### هاردوير
للآيفون X شاشة من نوع OLED بحجم 5.8 بوصة ودقة وضوح 1125×2436 بيكسل، كما تدعم مجموعة واسعة من الألوان. وتحتوي علي نسبة تباين تبلغ 1,000,000:1. وتدعم كذلك خاصية ترو تون (True Tone) التي تعمل على ضبط توازن لون الشاشة تلقائيا لتتناسب مع الضوء المحيط بها. تُعد من أحد سلبيات شاشة OLED هي ظهور آثار احتراق علي الشاشة عند عدم تغيير أو تحريك الصورة على الشاشة لفترات طويلة حيثُ تترك أثر خافت حتى بعد تغيير الصورة. صرح جريج جوسوياك، نائب رئيس شركة آبل لتسويق المنتجات أن شاشات OLED المستخدمة في هواتف آيفون X تم تصميمها لتجنب مشكلة الإشباع اللوني التي تحدث عادة مع شاشات OLED.
يأتي آيفون X بلونين هما الفضي والفضاء الرمادي. يحتوي الهاتف على إطار من الفولاذ المقاوم للصدأ من الجانبين الأمامي والخلفي مغطي بإطار من الزجاج لتحسين المتانة. ويدعم كذلك خاصية مقاومة الماء والغبار.
حلت ميزة التعرف على الوجه محل خاصية التعرف على بصمة الإصبع في الهاتف الجديد. يتكون مستشعر نظام التعرف على الوجه من جزئين: أولهما يعمل على إسقاط أكثر من 30,000 نقطة من الأشعة تحت الحمراء على وجه المستخدم، بينما الآخر يعمل على قراءة شكل الوجه.

## الكاميرا
كاميرا خلفية مزدوجة 12 ميجا بكسل مع عدسة واسعة الزاوية وعدسة مقربة للمسافات مع إمكانية تثبيت بصري مزدوج للصور ونمط بورتريه وإضاءة بورتريه، كاميرا TrueDepth أمامية 7 ميجا بكسل بإمكانية فيس آي دي (بصمة الوجه)، ونمط بورتريه، وإضاءة بورتريه، وميزة Animoji، وميزة Memoji.